# Ephedra intermedia
Ephedra intermedia är en kärlväxtart som beskrevs av Alexander Gustav von Schrenk och Carl Anton von Meyer. Ephedra intermedia ingår i släktet efedraväxter, och familjen Ephedraceae. Inga underarter finns listade i Catalogue of Life.

## Bildgalleri

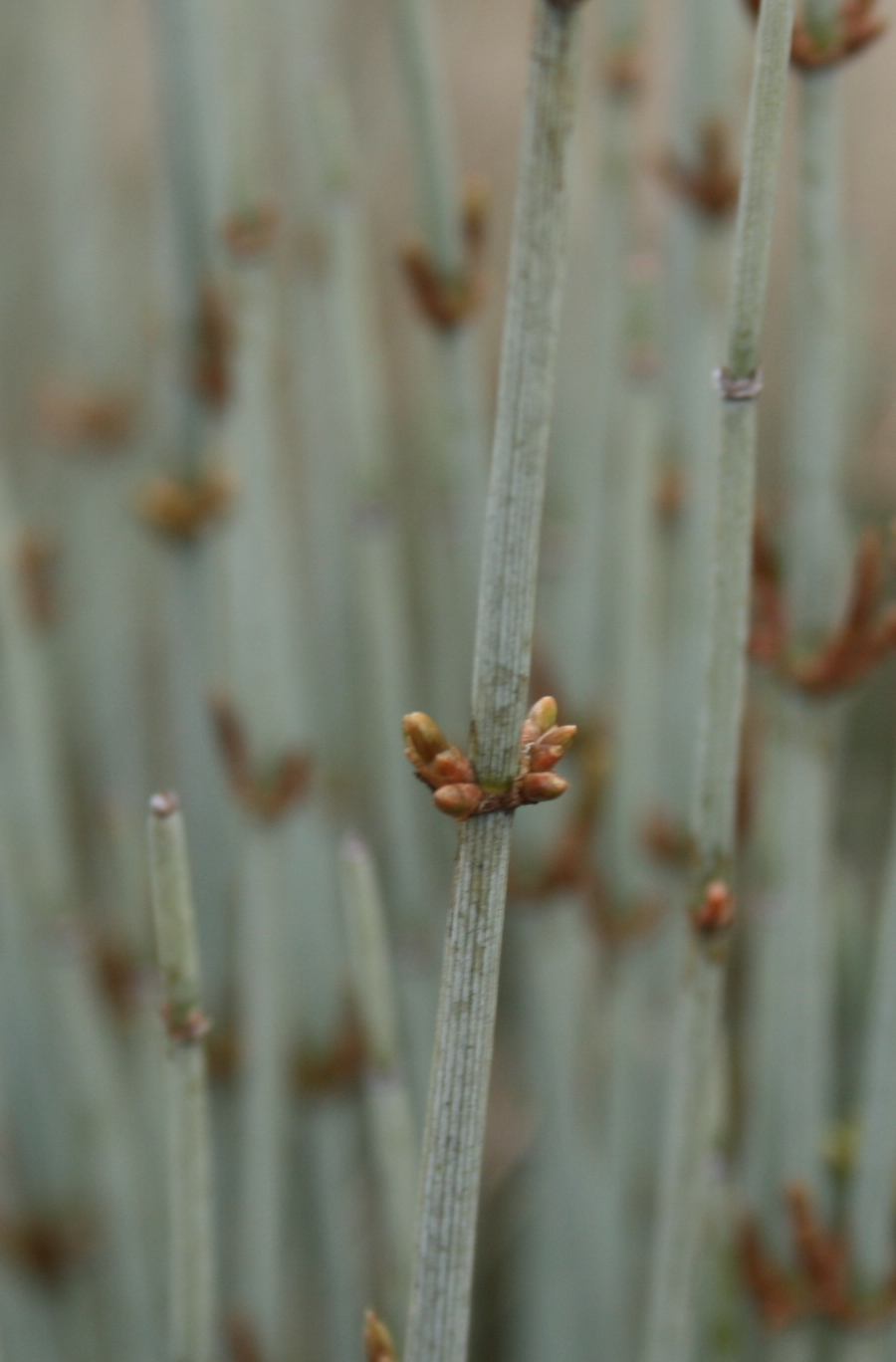
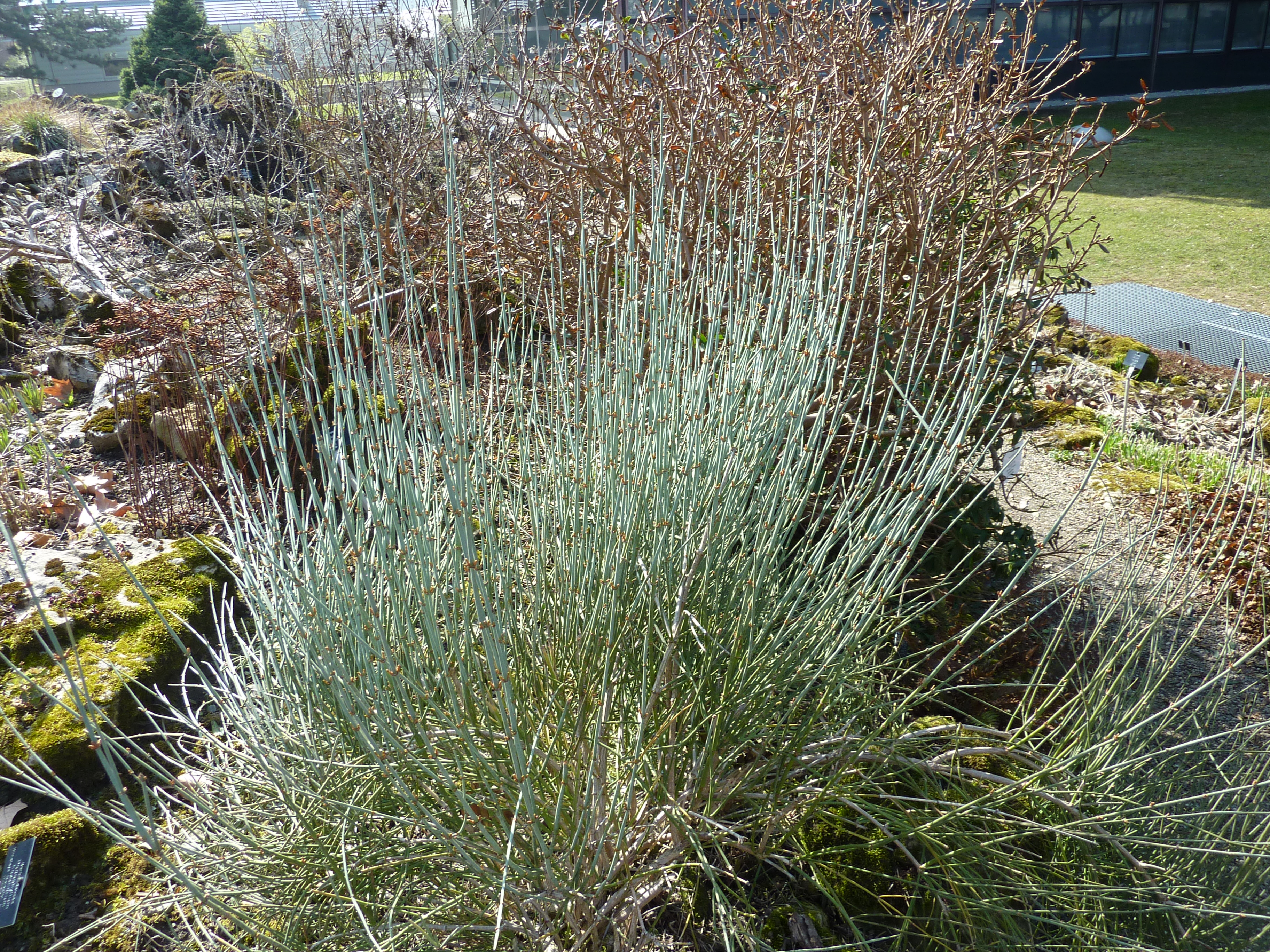
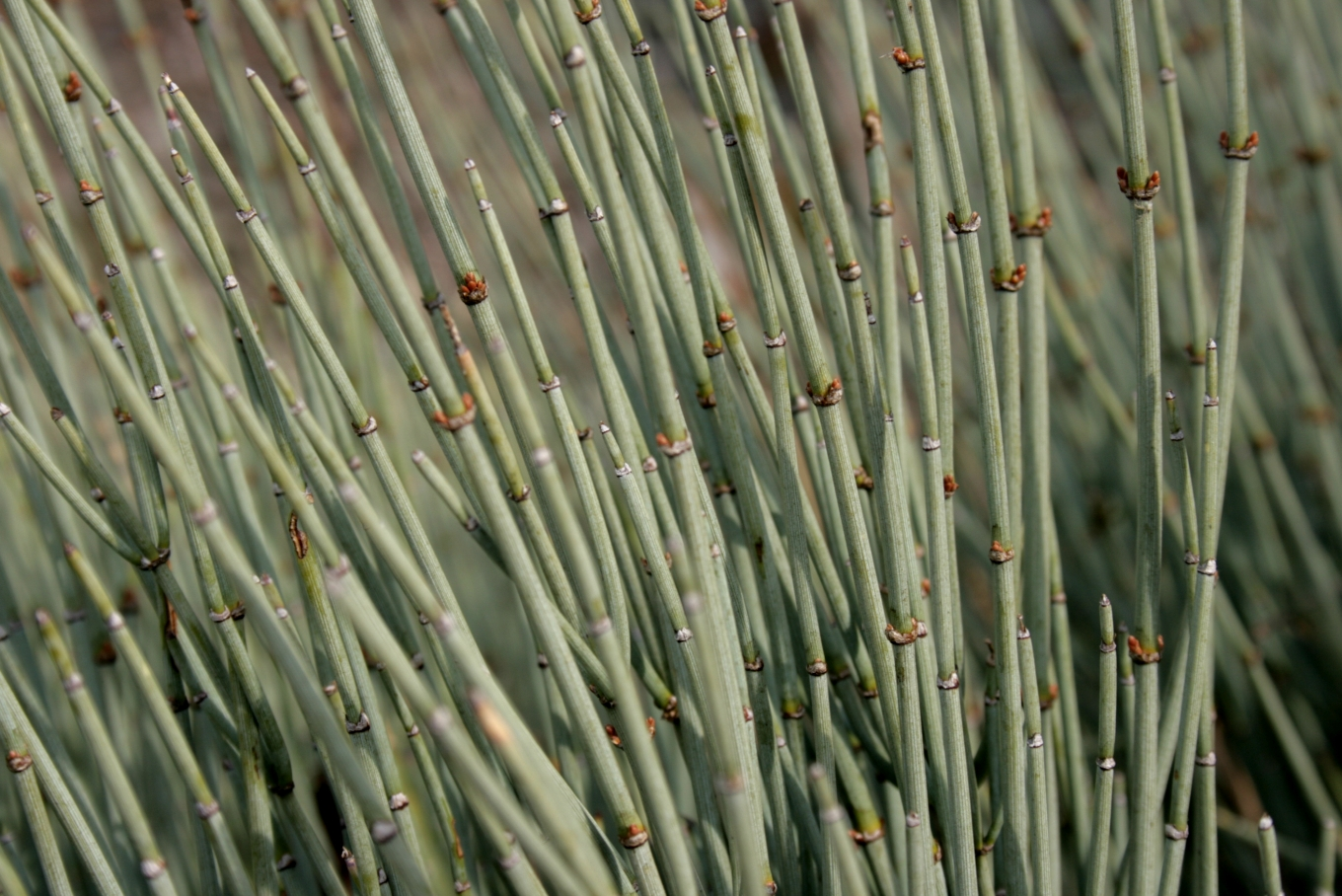